# Jack Cady
Jack Cady (Columbus, 20 maart 1932 - Port Townsend, 14 januari 2004) was een Amerikaanse schrijver van fantasy, sciencefiction en horror. Hij won hiervoor onder meer een World Fantasy Award, een Nebula Award en een Bram Stoker Award.

## Biografisch
Cady weigerde na zijn schooltijd op basis van persoonlijke overtuigingen om dienst te doen in het Amerikaanse leger tijdens de Koreaanse Oorlog. Hij deed in plaats daarvan vervangende dienst in Maine. Na verschillende baantjes werd hij in 1968 docent creatief schrijven. Deze functie bekleedde hij op verschillende Amerikaanse onderwijsinstellingen tot hij er in 1998 mee stopte.
Cady bracht in 1972 zijn eerste boek uit, de verhalenbundel The Burning and Other Stories. Zijn eerste roman volgde acht jaar later met als titel The Well. Hierin bezoekt een man op middelbare leeftijd het huis waarin hij opgroeide vlak voor het wordt gesloopt. Wanneer ze ingesneeuwd raken, krijgen zijn vriendin en hij te maken met levensgevaarlijke vallen en bovennatuurlijke verschijnselen. Cady won in 1993 een World Fantasy Award voor zijn verhalenbundel The Sons of Noah, een combinatie van horror en magisch realisme. Datzelfde jaar publiceerde hij de novelle The Night We Buried Road Dog, over twee autofanaten die begin jaren zestig een oude auto begraven en daarna verwikkeld raken in een mysterie. Cady won hiervoor zowel een Nebula Award als een Bram Stoker Award.
Cady trouwde in 1977 met schrijfster Carol Orlock. Hij bracht samen met haar de boeken Dark Dreaming en Embrace of the Wolf uit, onder het pseudoniem 'Pat Franklin'.

### Boeken
- 1980 - The Well
- 1981 - The Jonah Watch
- 1981 - Singleton
- 1982 - McDowell's Ghost
- 1982 - The Man Who Could Make Things Vanish
- 1991 - Dark Dreaming (als Pat Franklin)
- 1993 - Embrace of the Wolf (als Pat Franklin)
- 1994 - Inagehi
- 1994 - Street
- 1995 - The Off Season
- 2001 - Ghostland
- 2001 - The Hauntings of Hood Canal
- 2001 - Rules of '48

### Verhalenbundels
- 1972 - The Burning and Other Stories
- 1978 - Tattoo: A Collection
- 1992 - The Sons of Noah and Other Stories (World Fantasy Award)
- 1998 - The Night We Buried Road Dog (novelle, Nebula Award, Bram Stoker Award)
- 2003 - Ghosts of Yesterday
- 2015 - Phantoms: Collected Writings, Volume 1
- 2016 - Fathoms: Collected Writings, Volume 2